# Język krymczacki
Język krymczacki (кърымчах тыльы) – mowa z rodziny języków ałtajskich, używana przez Krymczaków. Często uznawana za dialekt języka krymskotatarskiego.
Powstał na podstawie języka Tatarów krymskich z dodatkiem zapożyczeń z języka hebrajskiego. Dawniej był zapisywany alfabetem hebrajskim, od lat 30. XX w. był zapisywany zmodyfikowanym alfabetem łacińskim, a obecnie jest zapisywany cyrylicą.
Większość Krymczaków zginęła w czasach Holocaustu. W maju 1944 wielu Krymczaków wysiedlono wraz z Tatarami krymskimi do Uzbekistanu, gdzie część Krymczaków mieszka do dzisiaj. Obecnie język krymczacki jest zagrożony wymarciem (w 2001 było około 785 Krymczaków na Ukrainie).